# 内尔松·埃沃拉
内尔松·埃沃拉（英語：Nelson Evora，1984年4月20日—）生于科特迪瓦，是一名葡萄牙三级跳远运动员。2007年世界田径锦标赛和2008年北京奥运会男子三级跳远项目冠军得主。

## 外部連結
- 内尔松·埃沃拉在的頁面